# Joachaz (król Izraela)
Joachaz – jedenasty król królestwa Izraela (państwa północnego), syn Jehu, opisywany w 2 Księdze Królewskiej 13,1-9. Panował w latach 814–798 p.n.e.
W okresie jego rządów Izrael musiał zmagać się ze zagrożeniem ze strony Aramu-Damaszku, rządzonego przez Chazaela i Ben-Hadada III. Za przyczynę klęsk króla Biblia uznaje nieposłuszeństwo wobec Jahwe (2 Krl 13,2-3). W wyniku działań wojennych armia Izraela została znacząco zredukowana (redukcja armii mogła być też warunkiem pokoju narzuconym przez Chazaela). Synem i następca Joachaza był Joasz.